# Follie di topo
Follie di topo (Mice Follies) è un film del 1954 diretto da William Hanna e Joseph Barbera. È l'ottantacinquesimo cortometraggio animato della serie Tom & Jerry, prodotto dalla Metro-Goldwyn-Mayer e uscito negli Stati Uniti il 4 settembre 1954. La colonna sonora del cartone venne curata da Scott Bradley e fa uso del balletto de La bella addormentata di Tchaikovsky.

## Trama
Jerry e Tuffy inondano la cucina e congelano l'acqua, immergendovi i cavi di raffreddamento del frigorifero, trasformando la stanza in una pista di pattinaggio. I due topi cominciano a pattinare e scivolare sul pavimento ghiacciato fino a quando si sveglia Tom. Il gatto insegue i due topi, ma cade perché non riesce a correre sul ghiaccio e si schianta contro un armadio, imbattendosi in un paio di pattini da ghiaccio. Tom indossa i pattini e riprende l'inseguimento, ma finisce presto per incombere in altri guai e trappole architettate dai due topi, per poi cadere in cantina. Tom esce dalla cantina e inizia a inseguire Jerry, ma Tuffy scongela il ghiaccio, facendo in modo che il gatto scivoli sopra il pavimento acquoso. Mentre Tom è pronto a spruzzare Jerry con dell'acqua, Tuffy imposta nuovamente il congelatore, e Tom resta congelato in piedi sul pavimento. I due topi riprendono la loro danza sul ghiaccio, pattinando intorno al gatto che, congelato, non può far altro che muovere gli occhi intorno ai due che ballano sul pavimento.